# Ramadan al-Shallash
Ramadan al-Shallash, aussi transcrit Ramadan Challache ou Ramadan Chillach (en arabe : رمضان شلاش) ou Ramadan Pacha Challache, est un militaire arabe, né en 1879 près de Deir ez-Zor, mort en 1946, chef rebelle successivement contre l'Empire ottoman, le mandat britannique en Mésopotamie et le mandat français en Syrie et au Liban, finalement au service du royaume d'Irak. Pacha est un titre de fonction.

## Origines et carrière dans l'armée ottomane
Ramadan al-Shallash était le fils d'un chef bédouin de la tribu des al-Busaray ou al-Saray, section de la plus grande tribu des Aqaidat qui occupait les terres au nord et au sud de Deir ez-Zor. Il naît en 1879 à al-Shumaytiyah, dans le sandjak de Zor (Deir ez-Zor) en Syrie ottomane. De 1893 à 1898, il étudie à l'École tribale impériale à Constantinople où il reçoit un enseignement militaire en même temps que des bases de lecture, écriture, culture islamique, histoire et culture ottomanes. C'est probablement dans cette école qu'il rencontre certains compatriotes arabes qui deviendront ses compagnons dans la révolte syrienne : Yassin al-Hachimi, Fawzi al-Qawuqji, Saïd al-As et Jafar al-Askari. Il sort de l'école avec le grade relativement élevé de yüzbaşı (capitaine) dans l'armée ottomane, ce qui peut s'expliquer par la faveur du sultan Abdülhamid II pour les familles de cheikhs tribaux arabes.
Il prend part à la guerre italo-turque en Libye en 1911, où il a l'occasion de rencontrer des jeunes chefs militaires comme Aziz Ali al-Misri, Mustafa Kemal et Enver Pacha. Après la défaite ottomane en Libye, il est envoyé en 1912 dans les Balkans où il est engagé dans la Première Guerre balkanique : il commande une unité de soldats venus de Palestine. On connaît mal sa carrière de 1914 à 1916, au début de la Première Guerre mondiale au Proche-Orient. Il se rapproche de la société secrète nationaliste arabe Al-'Ahd.

## Au service des Hachémites en Syrie

### Ralliement aux Hachémites et campagne contre les Britanniques à Deir ez-Zor

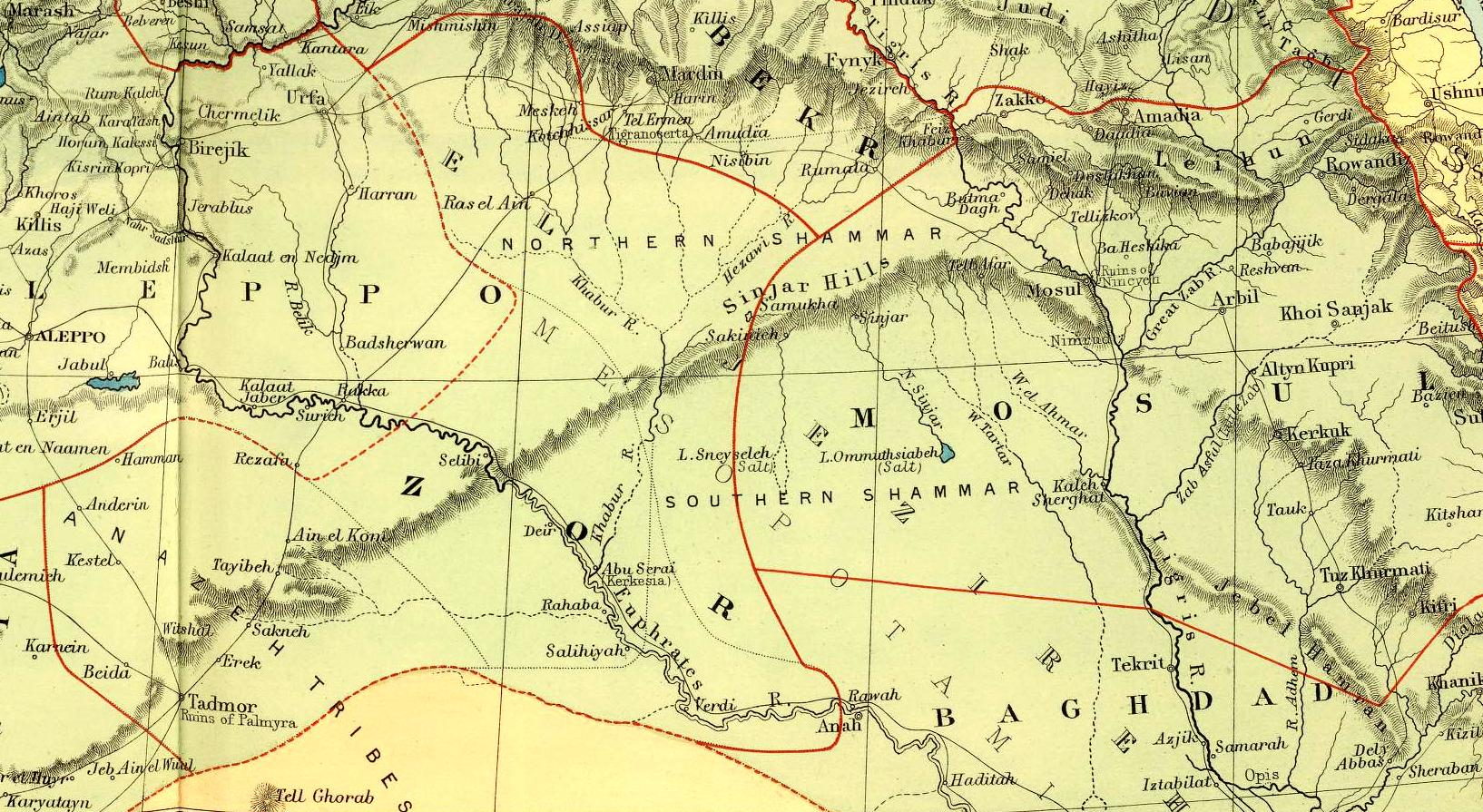
Le sandjak de Zor, carte d'Edward, Stanford, 1901.

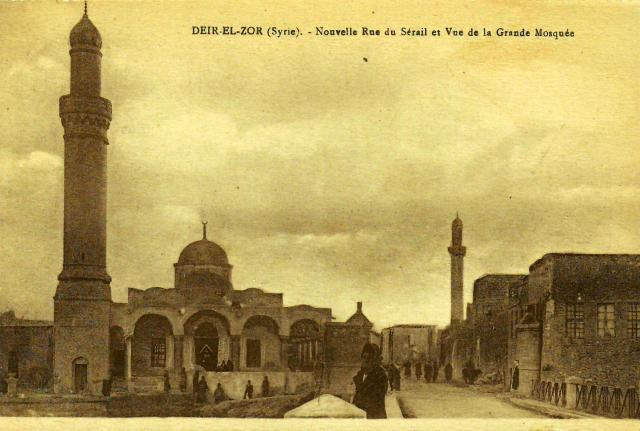
Deir ez-Zor, carte postale de 1925.

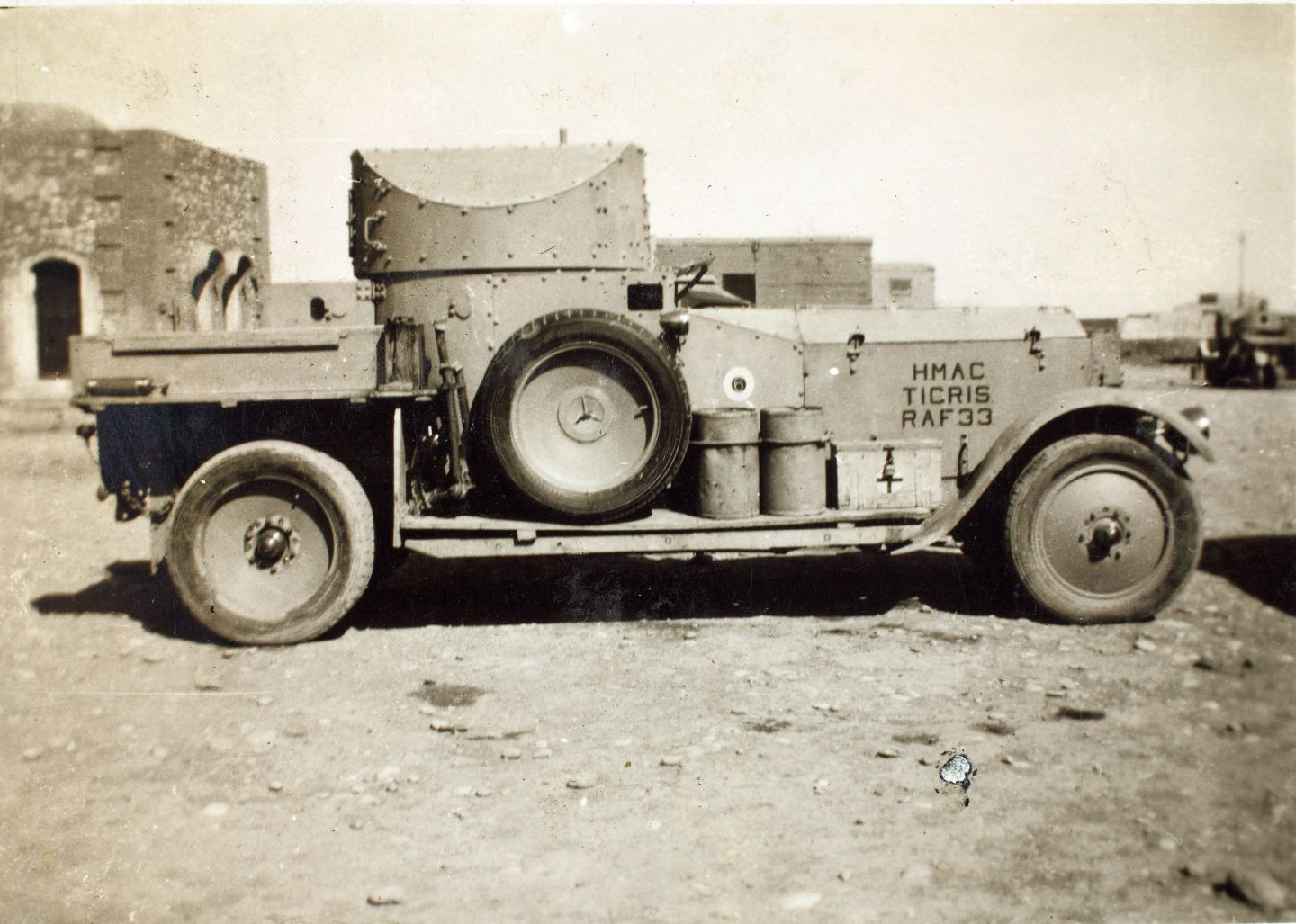
Automitrailleuse Rolls-Royce de la Royal Air Force.

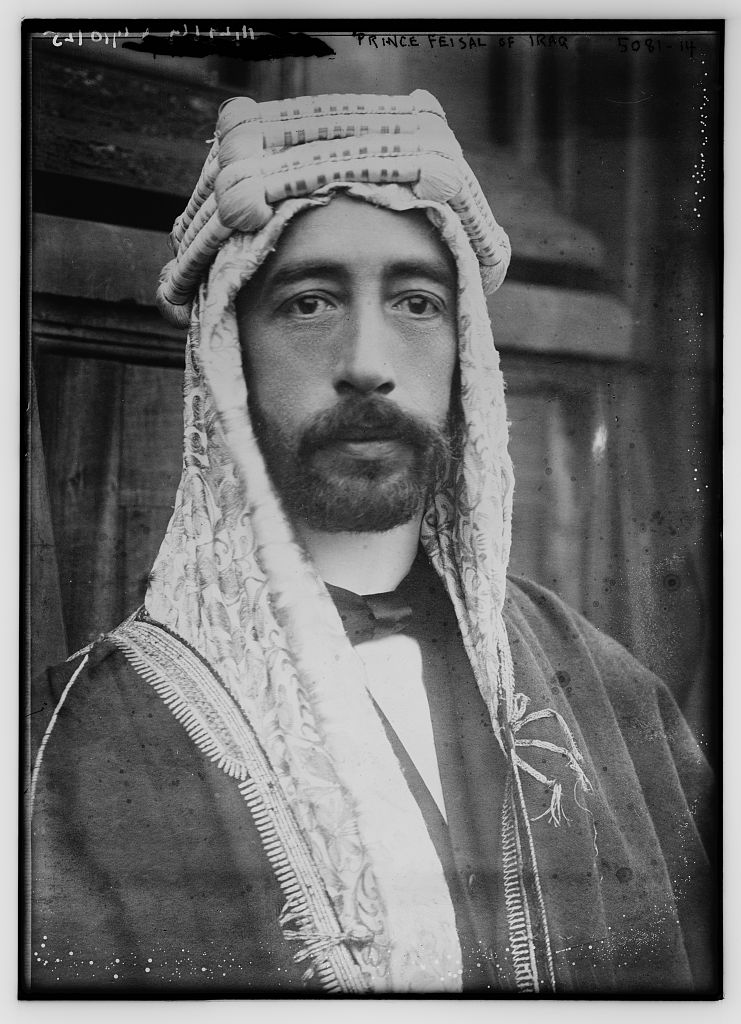
Le roi Fayçal vers 1920.

En 1916, Ramadan al-Shallash déserte de l'armée ottomane pour se joindre à la révolte arabe du Hedjaz sous le commandement de l'émir hachémite Fayçal ibn Hussein. Après la capitulation ottomane en octobre 1918, le Proche-Orient est partagé entre les colonisateurs français et britanniques en application des accords Sykes-Picot : Fayçal refuse ce partage et proclame un royaume arabe de Syrie. En mai 1919, Ramadan al-Shallash est envoyé pour obtenir le ralliement des grandes tribus arabes de Jazira telles que les Chammar et `Anizzah. Il prend la tête de la révolte de Deir ez-Zor contre l'occupation de l'armée britannique de Mésopotamie. Les Britanniques entrent à Boukamal et Deir ez-Zor en décembre 1918 et confient l'autorité locale à deux frères, chefs du clan al-Dendal, qui se rendent rapidement impopulaires.
En novembre 1919, Yassin al-Hachimi, nommé par Fayçal gouverneur du vilayet d'Alep, fournit à Ramadan al-Shalash, considéré comme un des éléments les plus ardents du groupe al-Ahl, les moyens nécessaires pour soulever les tribus bédouines contre les Britanniques. Le prince Zeid al-Hussein, frère de Fayçal, lui remet des lettres le nommant « gouverneur de l'Euphrate et du Khabour ». Le 25 novembre, Ramadan al-Shallash entre à Raqqa. Environ 2 000 hommes des tribus se rallient à lui. Le 11 décembre, il fait irruption dans Deir ez-Zor : les bâtiments publics sont mis à sac et les détenus de la prison libérés tandis que la petite garnison britannique (deux automitrailleuses et 60 auxiliaires arabes) se réfugie dans la caserne. 40 des 60 auxiliaires désertent peu après. Le 18 décembre, à la tête des tribus, Ramadan al-Shallash marche contre la petite garnison de Boukamal qui se replie précipitamment sur Anah en Irak. Les Bédouins pillent Boukamal et emmènent en captivité un des deux frères, Meshref al-Dendal. Les Britanniques réoccupent Boukamal peu après mais Abdel Mohamed al-Dendal, frère de Meshref, se retourne contre eux et s'allie à Toufik al-Shallash pour leur tendre une embuscade.
Le 11 janvier 1920, les Bédouins font une fois de plus irruption dans Boukamal et la mettent à sac avant de se retirer. Ramadan al-Shallash est rappelé à Alep et cède son commandement à Mawlud Mukhlis (aussi appelé Maulud al-Khalaf), un autre partisan convaincu d'al-Ahl,. De février à avril 1920, les affrontements continuent autour de Boukamal et les Britanniques perdent environ 500 tués dans des escarmouches. En mars 1920, Ramadan al-Shallash revient à Deir ez-Zor et tente de miner l'autorité de Mawlud Mukhlis.
En mai 1920, les Britanniques renoncent au sandjak de Zor et le cèdent aux Français : la frontière entre le mandat britannique de Mésopotamie et le mandat français en Syrie et au Liban passe désormais un peu au sud de Boukamal, disposition théorique car le centre de la Syrie reste sous contrôle hachémite. Ramadan al-Shallash s'oppose à cet accord qui laisserait Al-Qaïm et Anah aux Britanniques et continue ses raids du côté irakien de la frontière, ce que les Britanniques considèrent comme une menace contre leurs positions à Mossoul. En juin 1920, Fayçal éloigne Ramadan al-Shallash de Deir ez-Zor en le convoquant à Damas et en le désignant comme membre d'une délégation tribale envoyée à Ibn Saoud, émir du Nejd.
En juillet 1920, Fayçal envoie Ramadan al-Shallash à Deir ez-Zor avec un ordre de mission ainsi rédigé : « À tous les chefs de tribu de Deir e-Zor. Salutations. Nous apprécions tous les efforts que vous avez jadis déployés pour servir la chère patrie. Conformément à votre désir, le colonel Ramadan Chillach se rend aujourd’hui auprès de vous pour vous faire part de nos salutations. Nous l’avons désigné comme commandant de toute la zone de Deir ez-Zor. Nous avons pleine confiance que vous l’aiderez à servir le pays et à le délivrer de ces jours difficiles. Rassemblez-vous et soyez unis. Je vous envoie diverses décorations. Levez-vous vite pour défendre la chère patrie. Signé Fayçal, résidence royale, 1er chambellan, 29 chaouile 338 (15 juillet 1920) ».
Les nationalistes syriens considèrent que la révolte de Deir ez-Zor a été d'une importance comparable à celle de la révolte druze de 1925-1927. Ce n'est qu'en novembre 1921 qu'une garnison française s'installe à Boukamal.

### Campagnes contre les Français

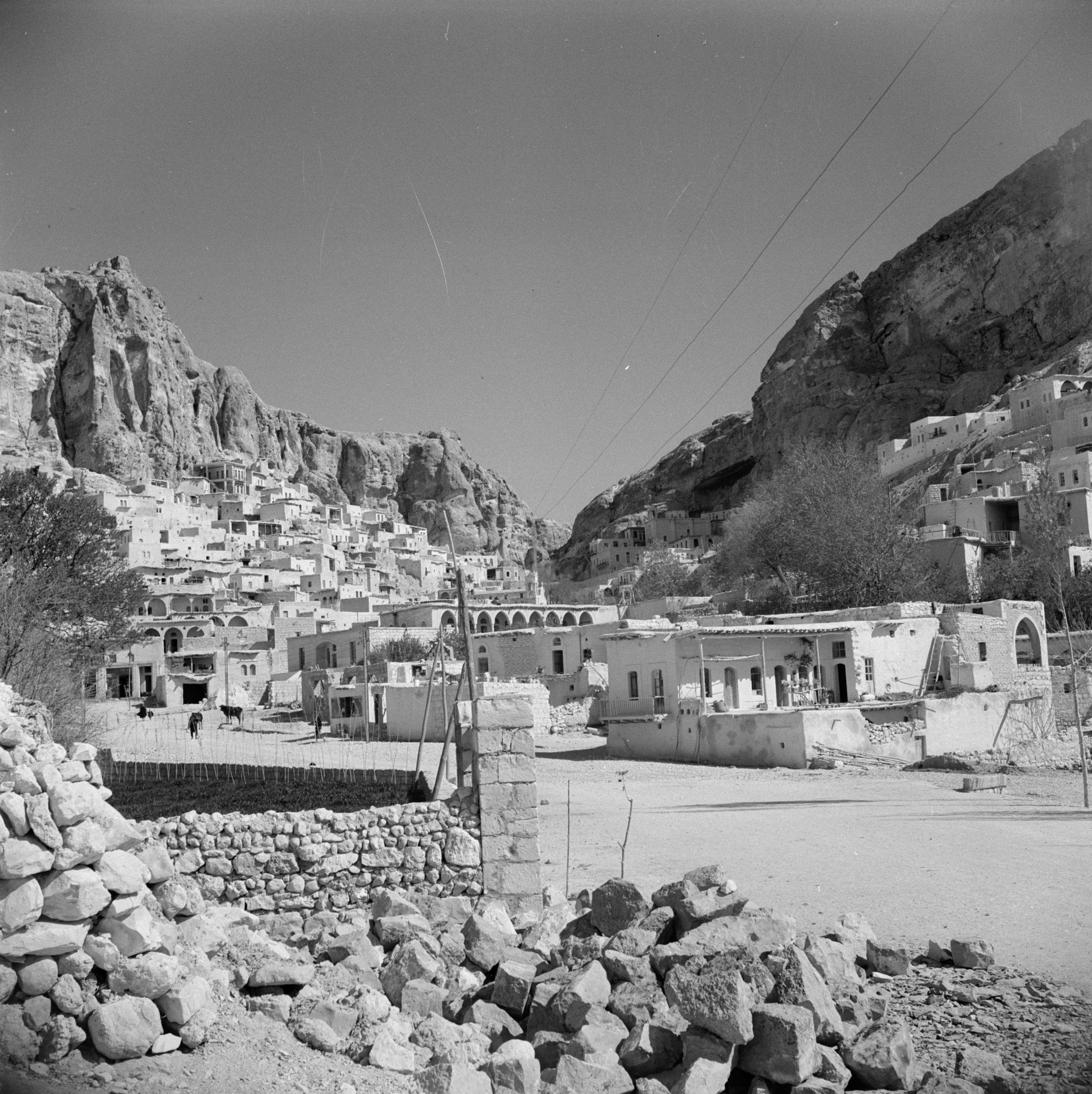
Le village de Maaloula en 1950.

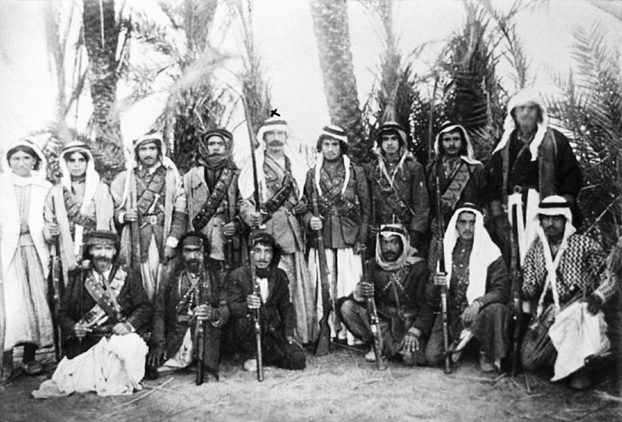
Rebelles de la Ghouta en 1925.

Cependant, les Français entreprennent d'occuper la partie de la Syrie qui leur a été attribuée par les accords Sykes-Picot. Le 24 juillet 1920, l'armée du général Henri Gouraud écrase celle du royaume arabe de Fayçal à la bataille de Khan Mayssaloun. Ramadan al-Shallash reprend les armes contre les Français dans la Jazira tandis qu'un autre chef rebelle, Ibrahim Hananou, mène une guérilla contre le colonisateur dans les régions d'Alep et Idlib. Fayçal s'étant exilé en Irak, Ramadan al-Shallash doit renoncer à la lutte et, au début de 1921, s'exile dans l'émirat de Transjordanie sous tutelle britannique. Là, il sert d'intermédiaire entre Ibrahim Hananou et l'émir Abdallah, frère de Fayçal,.
En septembre 1925, Ramadan al-Shallash rentre en Syrie pour prendre part à la Grande révolte syrienne. Tandis que Sultan el-Atrache mène le soulèvement dans le Djebel el-Druze, Ramadan al-Shallash est le chef d'une des quatre bandes opérant dans la Ghouta autour de Damas, les trois autres étant commandées respectivement par Hasan al-Kharrat, ancien veilleur de nuit associé au riche propriétaire Nasib al-Bakri, les frères al-Akkash (Saïd, Abou Ahmad Mustafa et Abou Diyab) et Abd al-Kadir Sukkar, caïd du quartier d'Al-Midan (en) et proche allié des Druzes,,.
Après la reconquête de la Ghouta de Damas par le haut-commissaire français, le général Maurice Sarrail, Ramadan al-Shallash déplace son activité vers l'Anti-Liban. Il s'associe à Jum'a Sawsaq, ancien maire de Rankous, et constitue une bande de 600 à 1 000 hommes opérant dans le massif du Qalamoun et autour de Zabadani. Il se présente comme chef d'une brigade de l'Armée nationale et pratique une combinaison de nationalisme arabe, de foi religieuse et de lutte contre les notables francophiles, comparant sa lutte à la guerre d'indépendance turque remportée par Mustafa Kemal. Selon un rapport du renseignement français de l'époque, il trouve un écho auprès des gens du peuple, tant musulmans que chrétiens. Entre octobre 1925 et juin 1926, son groupe attaque à plusieurs reprises le village chrétien de Maaloula. Les Français font confiance aux villageois, des syriaques catholiques, et leur distribuent des armes.
En novembre 1925, Ramadan al-Shallash entre en conflit avec Hasan al-Kharrat qui l'accuse de rançonner les grands propriétaires de la Ghouta. Hasan al-Kharrat, soutenu par Nasib al-Bakri, le fait arrêter et juger à Saqba (en) ; les autres chefs rebelles, sans approuver, laissent faire. Le jugement rendu contre Ramadan al-Shallash est le seul document conservé des papiers rédigés par Nasib al-Bakri pendant la réunion de Saqba ; il ne dit rien de la divergence d'opinions entre chefs rebelles, qui est connue par le témoignage de Saïd al-As. Ramadan al-Shallash s'enfuit ou est libéré pendant un bombardement de l'aviation française. En janvier 1926, Ramadan al-Shallash, se disant entouré de « complots et traîtrises », décide de se rendre aux Français.

## Dernières années
Condamné à la prison à vie, Ramadan al-Shallash reste captif jusqu'à l'élection du nationaliste Hachem al-Atassi à la présidence de la République syrienne : celui-ci demande aux Français sa libération. Il est libéré de la prison de Beyrouth en 1937. En 1941, à la suite du coup d’État anti-britannique de Rachid Ali al-Gillani en Irak, il tente de lever des volontaires à Deir ez-Zor : après l'invasion anglo-gaulliste de la Syrie, il est une fois de plus emprisonné à Beyrouth. Il est libéré en 1946 lors de l'indépendance de la République syrienne et meurt la même année.
En 2001, une biographie, Ramadan al-Shallash: Ahad Abtal al-Tarikh al-Arabi (« Ramadan al-Shallash : un héros de l'histoire arabe »), est publiée au Caire par Fa'iz al-Shallash. L'historien Daniel Neep reproche à cet ouvrage son manque de sens critique.

## Sources et bibliographie
- (en) Cet article est partiellement ou en totalité issu de l’article de Wikipédia en anglais intitulé « Ramadan al-Shallash » (voir la liste des auteurs) dans sa version du 22 juin 2019.

- (en) Michael Provence, The Great Syrian Revolt and the Rise of Arab Nationalism, Austin, University of Texas Press, coll. « Modern Middle East series » (no 22), 2005, 209 p. (ISBN 978-0-292-70635-4 et 978-0-292-70680-4, lire en ligne)
- Michael Provence, "Ottoman Modernity, Colonialism, and Insurgency in the Interwar Arab East", International Journal of Middle East Studies, 43: 205–225
- Philip S. Khoury, Syria and the French Mandate: The Politics of Arab Nationalism, 1920–1945, Princeton University Press, 1987
- Eliezer Tauber, "The Struggle for Dayr al-Zur: The Determination of Borders between Syria and Iraq", International Journal of Middle East Studies, Cambridge University Press, Août 1991
- André Parrot, Mari, une ville perdue, ed. Je Sers, Paris, 1936
- Frédéric Pichon, Bernard Heyberger, Maaloula (XIXe – XXIe siècles). Du vieux avec du neuf : Histoire et identité d'un village chrétien de Syrie, IFPO, 2010
- Myriam Ababsa, Raqqa, territoires et pratiques sociales d'une ville syrienne, IFPO, 2009
- Ian Rutledge, Enemy on the Euphrates : the British Occupation of Iraq and the Great Arab Revolt 1914-1921, New York, Saqi, 2014
- Daniel Neep, Occupying Syria under the French Mandate: Insurgency, Space and State Formation, Cambridge University Press, 2012
- Sami M. Moubayed, Steel & Silk: Men and Women who Shaped Syria 1900-2000, Cune Press, Seattle, 2006